# 안키사우루스
안키사우루스(Anchisaurus)는 쥐라기 전기에 살았던 초식공룡이다. 전체 몸 길이는 약2m~3m, 높이는 1.2m, 체중은 30kg~70kg 정도 나가는 비교적 소형이었을 것으로 추정된다. 길고 유연한 목과, 홀쭉한 몸통과 꼬리가 특징이다. 안키사우루스의 화석은 미국에서 발견되었다. 학명은 '가까운 도마뱀'이라는 의미를 갖고 있다.

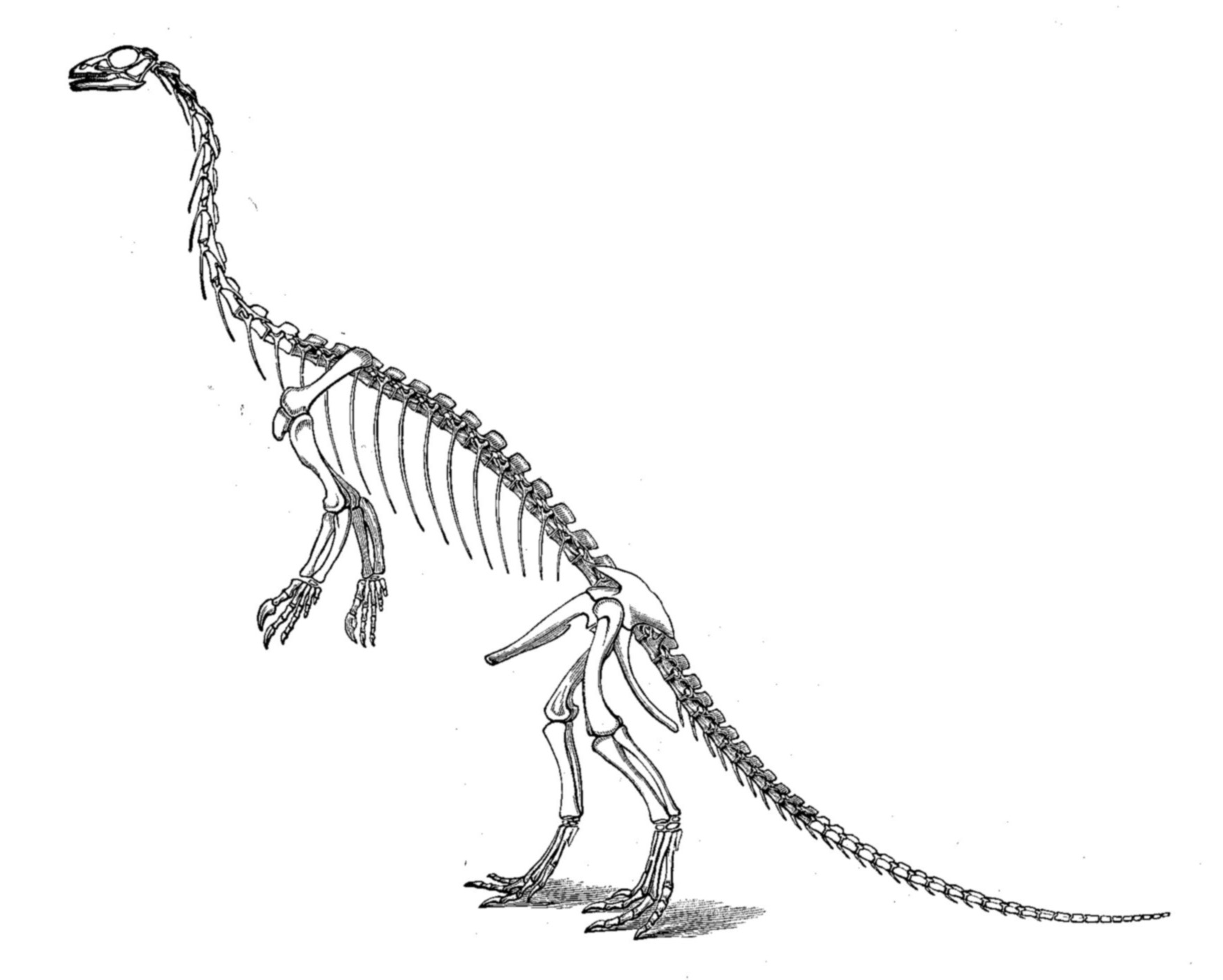
골격
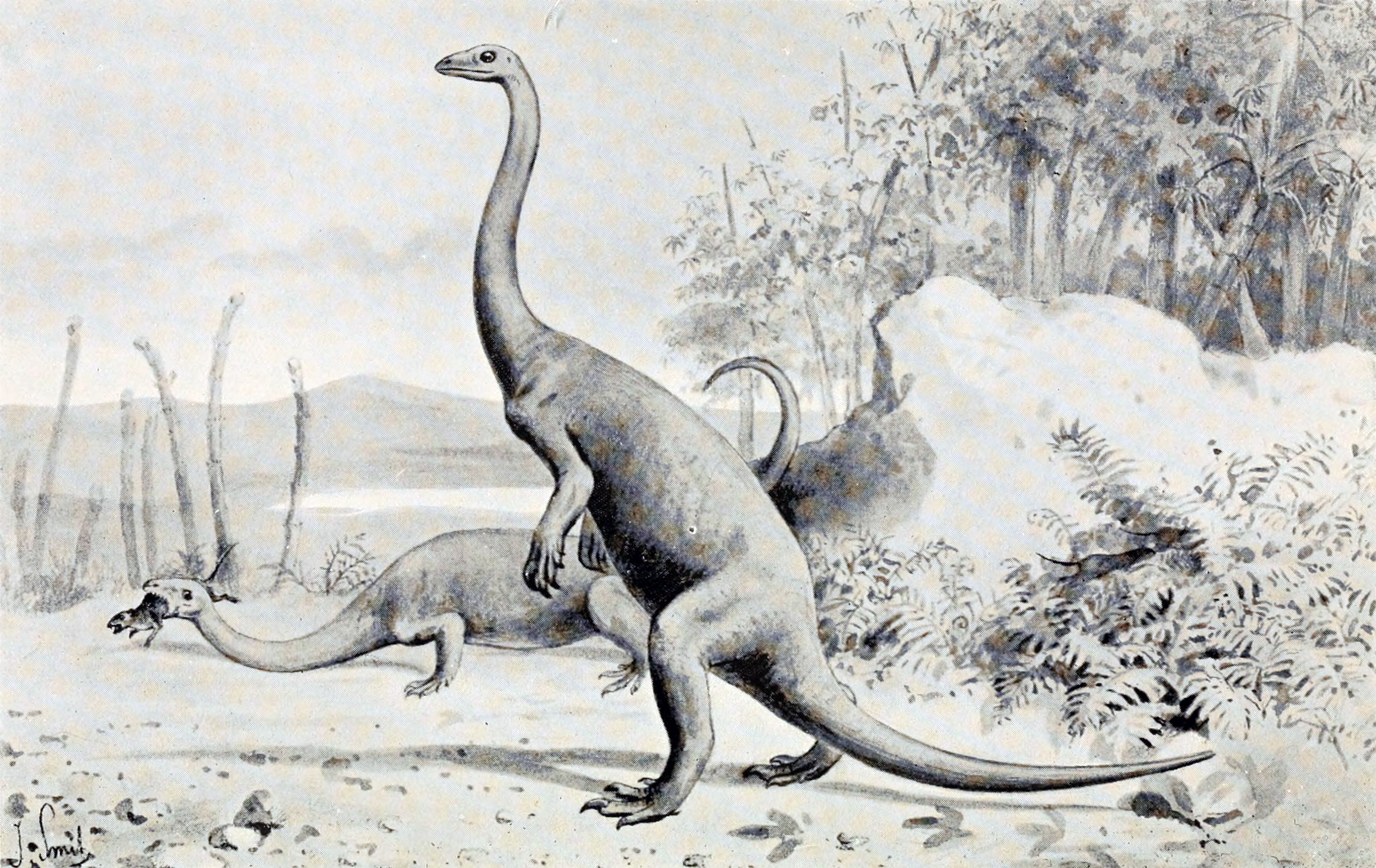
상상도